# BRAL
BRAL is een Belgische milieuorganisatie die zich inzet voor een duurzamer Brussels Hoofdstedelijk Gewest. Dit gebeurt door middel van actievoeren, lobbywerk, ondersteunen van bewonersinitiatieven en adviseren van de overheid. De organisatie is meertalig.

## Organisatie
BRAL werd in de jaren 1970 opgericht. De naam was een afkorting voor Brusselse Raad voor het Leefmilieu. De vereniging focuste zich historisch inhoudelijk voornamelijk op leefmilieu, mobiliteit, stedenbouw en stadsvernieuwing (zoals rond de Noordwijk). In 2014 werd de naam gewijzigd, om aan te geven dat de vereniging niet enkel actief is als milieuorganisatie. De roepnaam BRAL werd wel behouden. Inhoudelijk werd de focus verlegd naar vier thema's: luchtkwaliteit, een lokale en groene economie, governance en diversiteit.
De organisatie is lid van de Brusselse Gewestelijke Mobiliteitscommissie, de Gewestelijke Ontwikkelingscommissie, de Gewestelijke Milieuraad en de Brusselse Hoge Raad voor Natuurbehoud. In samenwerking met Architecture Workroom Brussels en de Bond Beter Leefmilieu (de Vlaamse tegenhanger van Bral) ondersteunt Bral onderzoek naar de transformatie van de stad richting een duurzame en stedelijke economie. Naast individuele leden, zijn ook een 30-tal lokale organisaties lid.

## Initiatieven
BRAL was een van de organisaties die naar de Raad van State trokken om onder meer de milieuvergunning van Uplace aan te vechten. De organisatie vreest dat de verschillende plannen voor winkel- en kantoorcomplexen in de Brusselse noordrand zullen leiden tot een verdere saturatie van de snelwegen, en een negatieve impact zullen hebben op de luchtkwaliteit.
In 2015 voerde BRAL een onderzoek naar de kansen van een zonale heffing in Brussel om de filedruk te verminderen. Volgens de organisatie is Brussel klaar om vandaag, samen met andere grote steden in Vlaanderen, te starten met een gefaseerde invoering van een zonale heffing in Brussel.
In september 2021 was BRAL mede-organisator van CurieuzenAir, het burgerproject voor het meten van de luchtkwaliteit in het Brusselse.